# Dragon Gate Inn
Pour plus de détails, voir Fiche technique et Distribution.
Dragon Gate Inn (chinois simplifié : 龙门客栈 ; chinois traditionnel : 龍門客棧 ; pinyin : lóngmén kèzhàn ; litt. « Auberge de la porte du dragon ») est un film de wuxia taïwanais réalisé par King Hu, sorti en 1967 en République de Chine.

## Synopsis
Le pouvoir est tombé aux mains des Eunuques. Le ministre Yu qui leur était opposé a été faussement accusé de trahison et mis à mort. Ses enfants sont condamnés à l'exil à un avant-poste frontalier. Mais le cruel Maître des eunuques envoie des assassins pour les tuer au cours de la longue marche vers leur lieu d’exil. Quelques épéistes sont résolus à assurer la protection des jeunes Yu. Assassins et protecteurs se retrouvent tous à l’Auberge du dragon près de la frontière.

## Fiche technique
- Titre : Dragon Gate Inn
- Titre original : 龙门客栈 (Long men ke zhen)
- Réalisation : King Hu
- Scénario : King Hu
- Société de production : Union Film Company
- Pays d'origine : Taïwan
- Format : Couleurs - 2,35:1 - Mono - 35 mm
- Genre : Aventure, action
- Durée : 111 minutes
- Date de sortie : 1967

## Distribution
- Shang Kuan Ling-feng : cadette des frères Chu
- Shih Chun : Xiao Shaozi
- Pai Ying : le ministre Cao
- Tsao Chien : l'ex-général devenu aubergiste Wu Ning
- Hsieh Han : l'aîné des frères Chu
- Han Ying-chieh : monsieur Mao, un officier gouvernemental
- Mao Tien : monsieur Pi, un officier gouvernemental
- Xu Feng : mademoiselle Yu, fille du général Yu (brève apparition)

## Autour du film
Le film apparaît dans un autre film, Goodbye, Dragon Inn, réalisé par Tsai Ming-liang et sorti en 2003.